# Chlewiska (powiat szydłowiecki)
Chlewiska – wieś w Polsce położona w województwie mazowieckim, w powiecie szydłowieckim, w gminie Chlewiska. Ma status sołectwa. Przez wieś przebiega Droga wojewódzka nr 727. Najbliższym miastem jest Szydłowiec.
| SIMC    | Nazwa  | Rodzaj    |
| ------- | ------ | --------- |
| 0615807 | Stawki | część wsi |

Miejscowość jest siedzibą gminy Chlewiska  oraz rzymskokatolickiej parafii  św. Stanisława. W Chlewiskach znajduje się zabytkowa huta żelaza z instalacją gichtociągową i zabytkowy dwór.
Na początku XVI wieku wieś Chlewyska była własnością Chlewickich herbu Odrowąż. Prywatna wieś szlachecka, położona była w drugiej połowie XVI wieku w powiecie radomskim województwa sandomierskiego.
W latach 1954–1972 wieś należała i była siedzibą władz gromady Chlewiska. W latach 1975–1998 miejscowość należała administracyjnie do województwa radomskiego.
Urodził się tu Tadeusz Ignacy Topór-Wąsowski – major piechoty Wojska Polskiego, kawaler Orderu Virtuti Militari.

## Zabytki

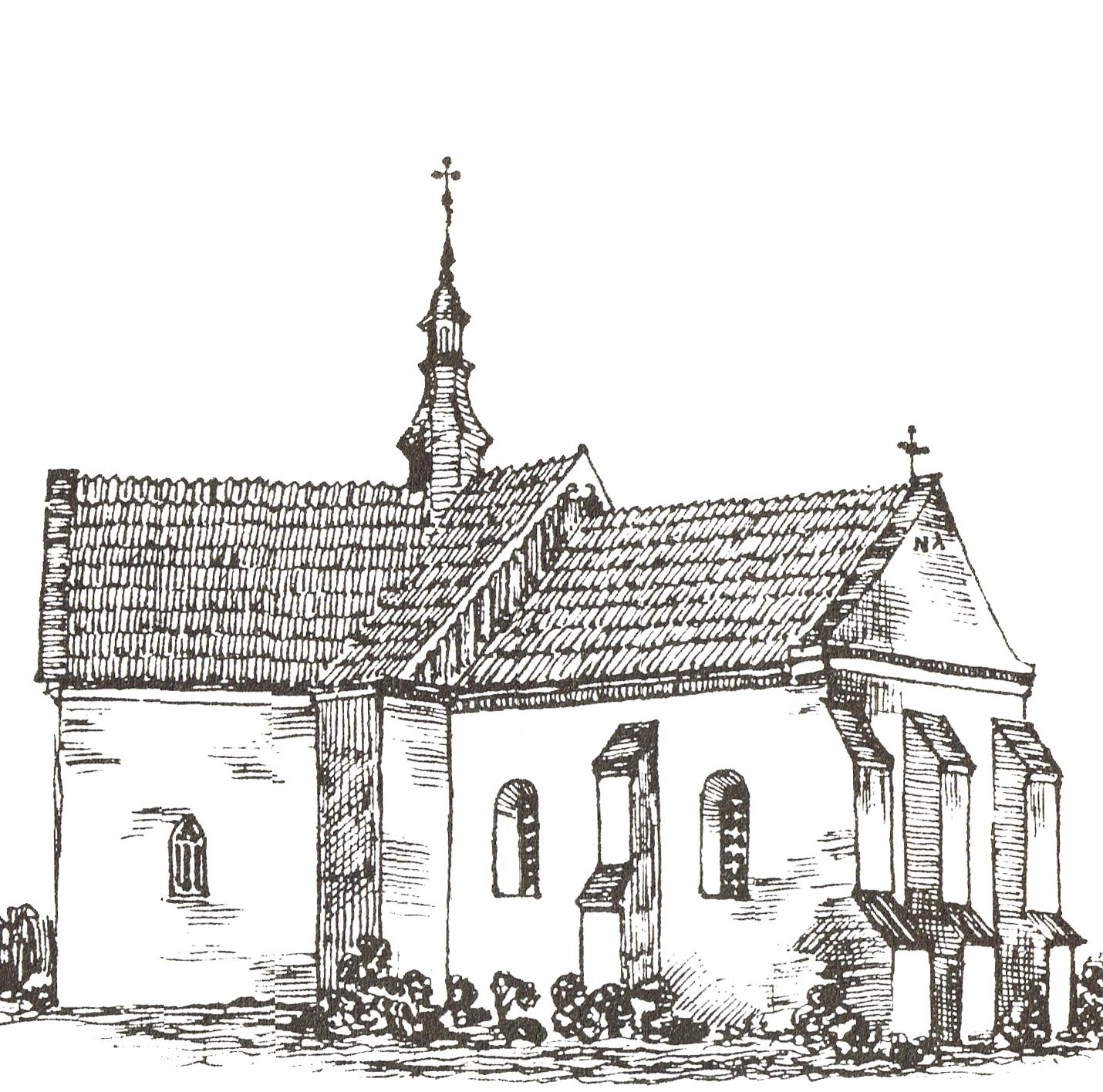
Rysunek ks. Jana Wiśniewskiego Kościół św. Stanisława w Chlewiskach

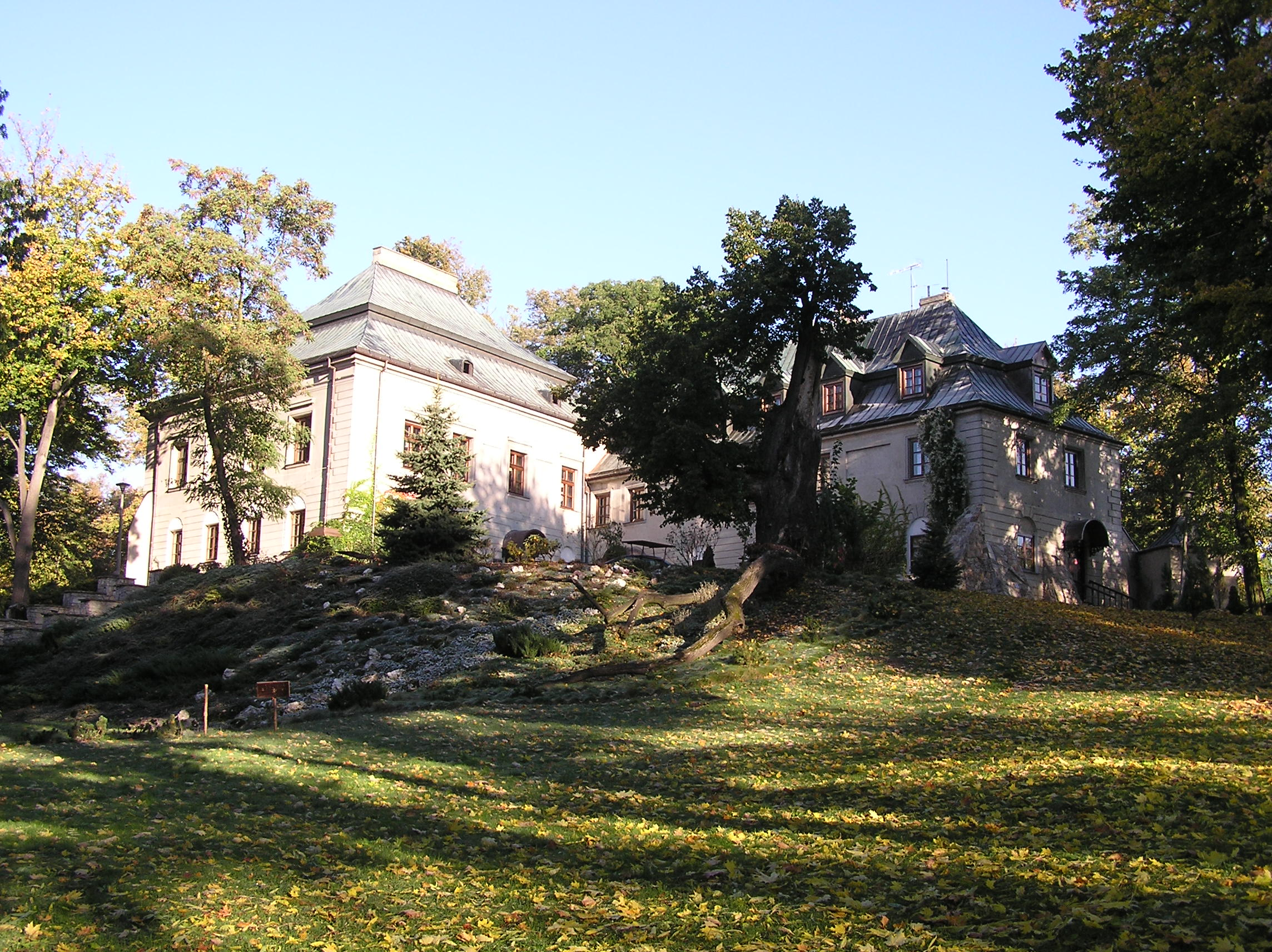
Pałac obronny Chlewickich

- Kościół św. Stanisława Bp Męczennika – kościół wzniesiony został w latach 1511–1512 w stylu późnogotyckim z wykorzystaniem murów poprzedniego romańskiego kościoła z połowy XIII wieku. Fundatorem budowy był Mikołaj Chlewicki. Świątynia była kilkakrotnie przebudowywana, a w latach 20. XX wieku zamieniono ją na bazylikę. Wewnątrz znajdują się XVI-wieczne gotyckie rzeźby: Matki Boskiej z Dzieciątkiem, św. Anny Samotrzeciej i Chrystusa Zmartwychwstałego. W prezbiterium można obejrzeć nagrobek jednego z właścicieli pałacu, Wawrzyńca Chlewickiego (zm. 1613 r.), epitafium księdza Szydłowskiego z I połowy XVII wieku i klasycystyczny nagrobek Katarzyny z Sapiehów Sołtykowej (zm. 1814 r.). Obok kościoła stoi dzwonnica z XVIII wieku.
- Zamek w Chlewiskach (obecnie pałac) - wzniesiony w późnym średniowieczu w miejscu XII - wiecznego grodziska. Pierwszy dwór powstał w tym miejscu na ruinach średniowiecznego zamku, który od XII wieku należał do rodu Duninów. Przebudowano go na początku XVII wieku, a następnie w XIX w. Klasycystyczny pałac wznosi się na wzgórzu przy drodze do Pawłowa. Budowla składa się z dwóch oszkarpowanych skrzydeł stykających się pod kątem prostym.
- Huta żelaza, wybudowana przez Francuskie Towarzystwo Metalurgiczne w latach 1882−1892, oddział Narodowego Muzeum Techniki w Warszawie
- Kapliczka brogowa na środku stawu o historii sięgającej połowy XIX w., z figurą św. Jana Nepomucena[10].
- zegar wieżowy z XX wieku